# Fre Achiri
Hedris Fre Achiri, née le 4 avril 1993, est une joueuse camerounaise de basket-ball évoluant au poste d'arrière.

## Carrière
Elle participe avec l'équipe du Camerounau Championnat d'Afrique féminin de basket-ball 2019, terminant au dixième rang.
Elle évolue en club au FAP de Yaoundé.